# Nordjyske Motorvej
Der Nordjyske Motorvej ist eine dänische Autobahn im Nordosten Jütlands und Teilstück der E45.
Die Autobahn verläuft in Nord-Süd-Richtung und ist das Verbindungsstück von Østjyske Motorvej im Süden und Frederikshavnmotorvej (Fortführung der E45) sowie Hirtshalsmotorvej (Beginn der E39). Am Nordjyske Motorvej liegen unter anderen die Städte Aalborg und Randers, im Norden von Aarhus befindet sich der Übergang zum Østjyske Motorvej.
Das höchste Verkehrsaufkommen auf der Autobahn besteht im Limfjordtunnel mit mehr als 78.000 Autos, die diesen täglich im Durchschnitt durchfahren. Viel befahren sind auch die Bereiche Aalborg, Randers und Hadsten mit jeweils 40.000 bis 50.000 Autos auf der Strecke (Stand 2022).
Die nationale Straßenbehörde Vejdirektoratet baut die Anschlussstellen Randers N, Randers C und Sønder Borup um, um deren Kapazität zu erhöhen sowie auf einen zukünftigen Ausbau der Autobahn anzupassen (Stand 2024).